# Woman III
 (avril 2014).
Si vous disposez d'ouvrages ou d'articles de référence ou si vous connaissez des sites web de qualité traitant du thème abordé ici, merci de compléter l'article en donnant les références utiles à sa vérifiabilité et en les liant à la section « Notes et références ».
Woman III est une peinture de Willem de Kooning issue d'une série de 6 peintures dont le thème est la femme. Il s'agit d'un nu réalisé en deux ans, de 1951 à 1953.
En novembre 2006, cette peinture a été vendue par David Geffen au milliardaire Steven A. Cohen pour 137 500 000 dollars, devenant ainsi la troisième peinture la plus chère vendue à cette date.